# Nuevo Sonora, La Concordia
Nuevo Sonora är en ort i Mexiko.   Den ligger i kommunen La Concordia och delstaten Chiapas, i den sydöstra delen av landet, 800 km sydost om huvudstaden Mexico City. Nuevo Sonora ligger 549 meter över havet och antalet invånare är 177.
Terrängen runt Nuevo Sonora är platt åt sydväst, men åt nordost är den kuperad. Runt Nuevo Sonora är det ganska glesbefolkat, med 35 invånare per kvadratkilometer. Närmaste större samhälle är Plan de Agua Prieta, 18,9 km väster om Nuevo Sonora. I omgivningarna runt Nuevo Sonora växer huvudsakligen savannskog.